# 穆胡瓦塔
49°28′43″N 28°59′3″E / 49.47861°N 28.98417°E
穆胡瓦塔（烏克蘭語：Мухувата），是烏克蘭的村落，位於該國西南部文尼察州，由赫米利尼克區負責管轄，面積0.89平方公里，海拔高度289米，2001年人口64，人口密度每平方公里72.23人。